# Cevdet Yılmaz
Cevdet Yılmaz (Bingöl, 1 de abril de 1967) es un político turco que actualmente se desempeña como vicepresidente de Turquía. Anteriormente, se desempeñó como vice primer ministro de Turquía en el gobierno interino formado por el primer ministro Ahmet Davutoğlu del 28 de agosto al 17 de noviembre de 2015. Anteriormente se desempeñó como ministro de Desarrollo de 2011 a 2015 y nuevamente de 2015 a 2016.

## Biografía
Después de completar la escuela secundaria en Bingöl en 1983, Yılmaz se graduó con honores en la Facultad de Ciencias Económicas y Administrativas de la Universidad Técnica de Medio Oriente en 1988.
En 1989, comenzó a trabajar en la Organización Estatal de Planificación.
Yılmaz viajó a los Estados Unidos entre 1992 y 1994 y se graduó del Departamento de Relaciones Internacionales de la Universidad de Denver. En el Departamento de Ciencias Políticas y Administración Pública de la Universidad de Bilkent, Yılmaz recibió un doctorado. En 2003, Yılmaz fue designado para la Dirección General de Relaciones con la Unión Europea.
En las elecciones de 2007, Yılmaz fue elegido diputado por Bingöl. El 1 de mayo de 2009 fue nombrado ministro de Estado en el segundo gabinete de Recep Tayyip Erdoğan. El 6 de julio de 2011, Yılmaz fue nombrado ministro de Desarrollo en el tercer gabinete de Erdoğan. El 3 de junio de 2023 fue nombrado vicepresidente de Turquía.
Es de ascendencia zaza.